# Frank Fournier
Frank Fournier (* 18. října 1948) je francouzský novinářský fotograf, který v roce 1985 získal ocenění World Press Photo.

## Životopis
Než se stal fotografem, studoval medicínu jako jeho otec, který byl chirurgem. Přestěhoval se do New Yorku a v roce 1977 nastoupil do kanceláře společnosti Contact Press Images v roce 1982 začal pro agenturu pracovat jako fotograf. Nejznámější je díky své reportáži o tragédii v provincii Armero z roku 1985 v Kolumbii. Tam vybuchla sopka Nevado del Ruiz, která vedla k sesuvu půdy, který zabil více než 25 000 lidí. Jeho portrét Omayry Sánchezové, třináctileté dívky uvězněné v troskách jejího domova, získal v roce 1985 cenu World Press Photo. Žije v New Yorku.
„Když jsem pořizoval tyto snímky, cítil jsem velkou bezmoc tváří v tvář malé dívce, jež odvážně a důstojně čelila smrti. Byla si vědoma blížícího se konce. To jediné, co jsem mohl dělat, bylo podat adekvátní zprávu o odvaze, utrpení a důstojnosti této dívky. Musel jsem ukázat, čím si musela projít.“